# Qualea lineata
Qualea lineata là một loài thực vật có hoa trong họ Vochysiaceae. Loài này được Stafleu miêu tả khoa học đầu tiên năm 1953.